# Campo dei Carmini
Le Campo dei Carmini est une place de Venise, située dans le sestiere de Dorsoduro.

## Description
De forme rectangulaire, le campo est fermé au nord par le rio di Santa Margherita, à l'ouest par la fondamenta del Soccorso, sur lequel se dresse la Ca' Zenobio degli Armeni, au sud par la grande façade de l'église Santa Maria dei Carmini, qui donne son nom à l'endroit, et par une courte allée qui conduit à l'extrême sud-ouest du Campo Santa Margherita; enfin, à l'est par de nombreux bâtiments.
En plus de l'église, deux bâtiments importants se trouvent ici :
- La Scuola Grande de Santa Maria del Carmelo, structure élégante du XVIè siècle, qui conserve à l'intérieur d'importantes œuvres de Giambattista Tiepolo.
- le Palazzo Foscarini, avec son imposante façade de la Renaissance, et qui fut la résidence du doge Marco Foscarini.